# Stylocordylidae
Stylocordylidae is een familie van sponsdieren uit de klasse van de Demospongiae (gewone sponzen). 

## Geslacht
- Stylocordyla Thomson, 1873